# Aéroport international de Mascate
L'aéroport international de Mascate (Muscat International Airport) (code IATA : MCT • code OACI : OOMS) est le plus ancien et le plus important aéroport du sultanat d'Oman. Ce n'est cependant pas le premier, car dès 1929 Beit Al Falaj Airport était utilisé à des fins surtout militaires, mais il n'existe plus aujourd'hui.  
L'aéroport a été inauguré le 23 décembre 1973 sous le nom de Seeb Airport puis renommé d'après le nom de la capitale Mascate le 1er février 2008. Il est situé en bordure de la mer d'Arabie, à une trentaine de kilomètres à l'ouest de la vieille ville de Mascate. En 2009, 4,5 millions de passagers ont transité par cet aéroport. 

## Situation
| Sohar Duqm Khasab Mascate Salalah |

## Statistiques
Le graphique qui aurait dû être présenté ici ne peut pas être affiché car il utilise l'ancienne extension Graph, désactivée pour des questions de sécurité. Des indications pour créer un nouveau graphique avec la nouvelle extension Chart sont disponibles ici.

Voir la requête brute et les sources sur Wikidata.

## Compagnies et destinations

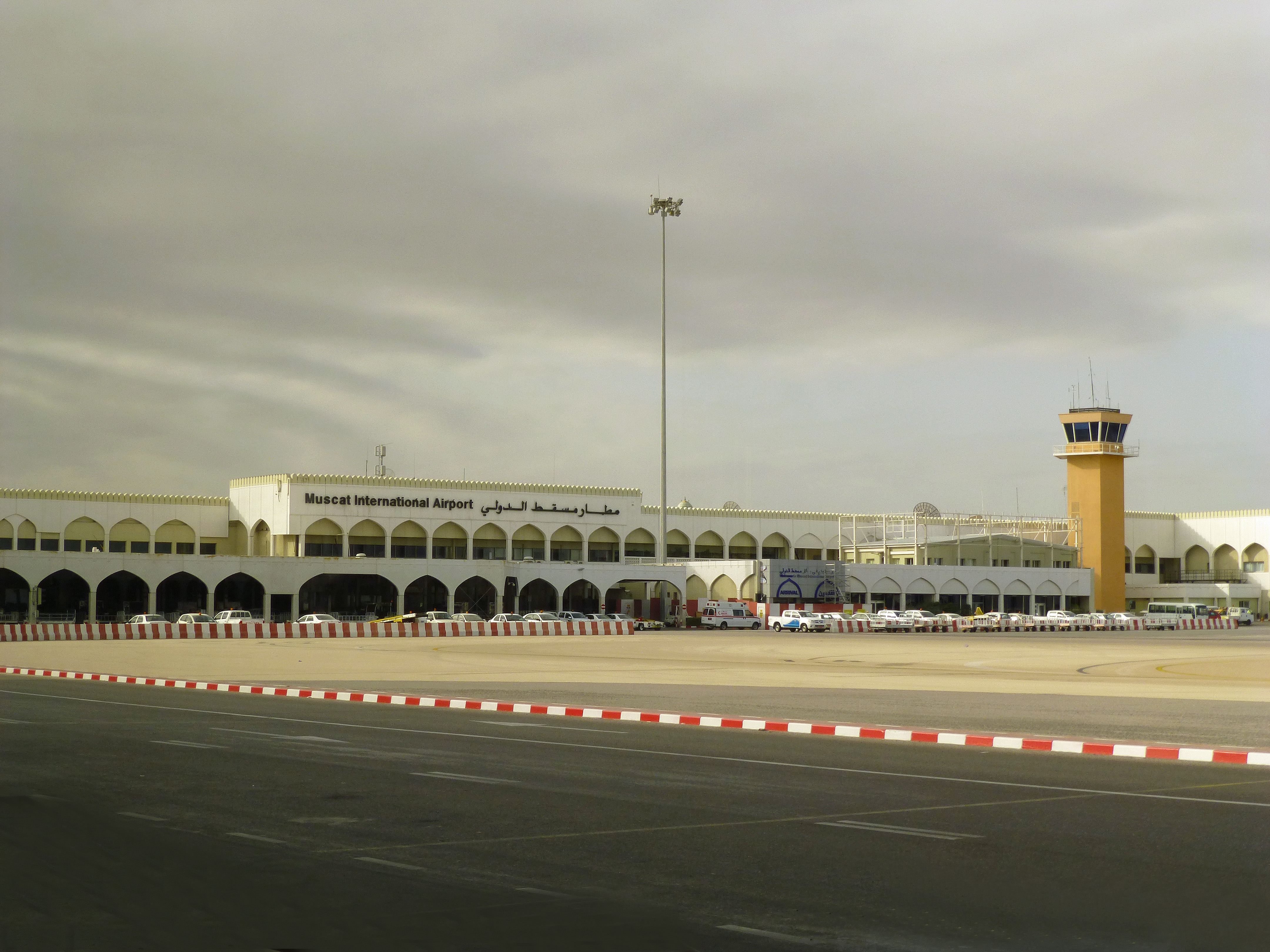
Le terminal actuel.

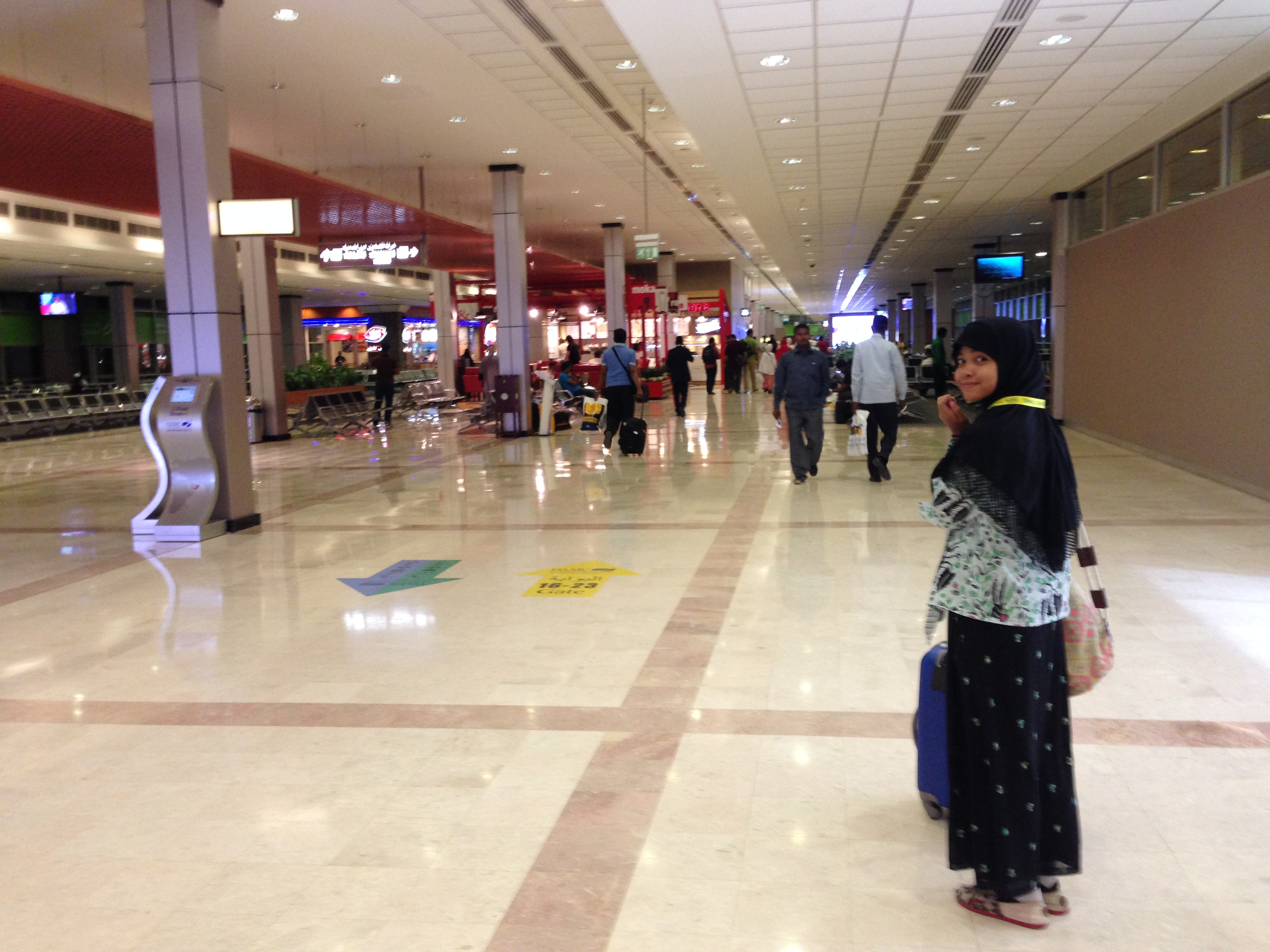
L'intérieur du terminal actuel.

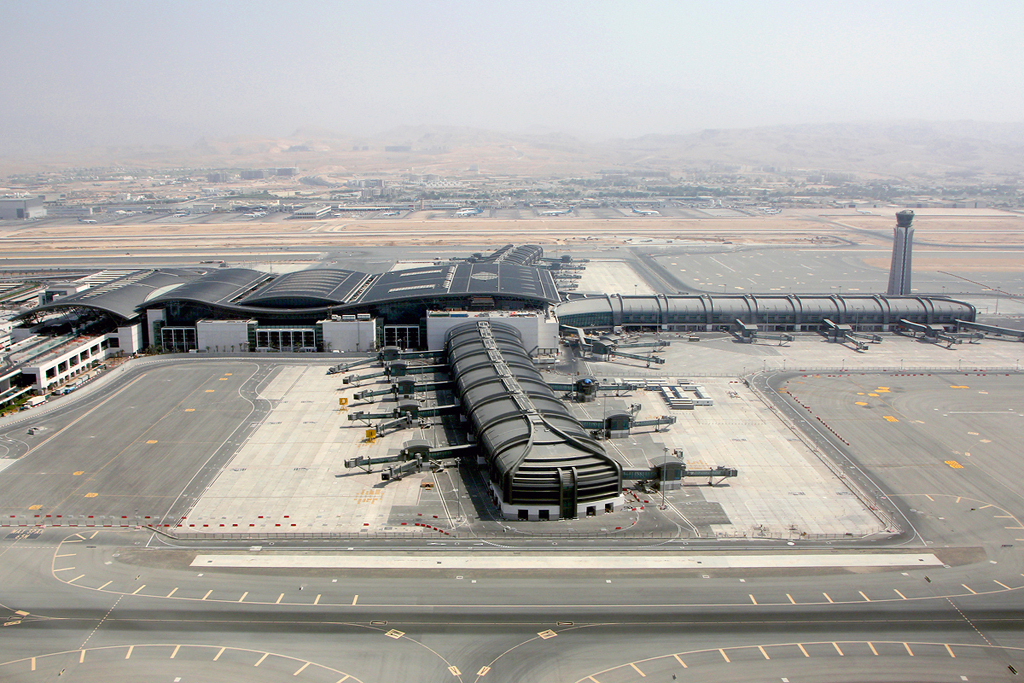
Le terminal actuel en construction en août 2017.

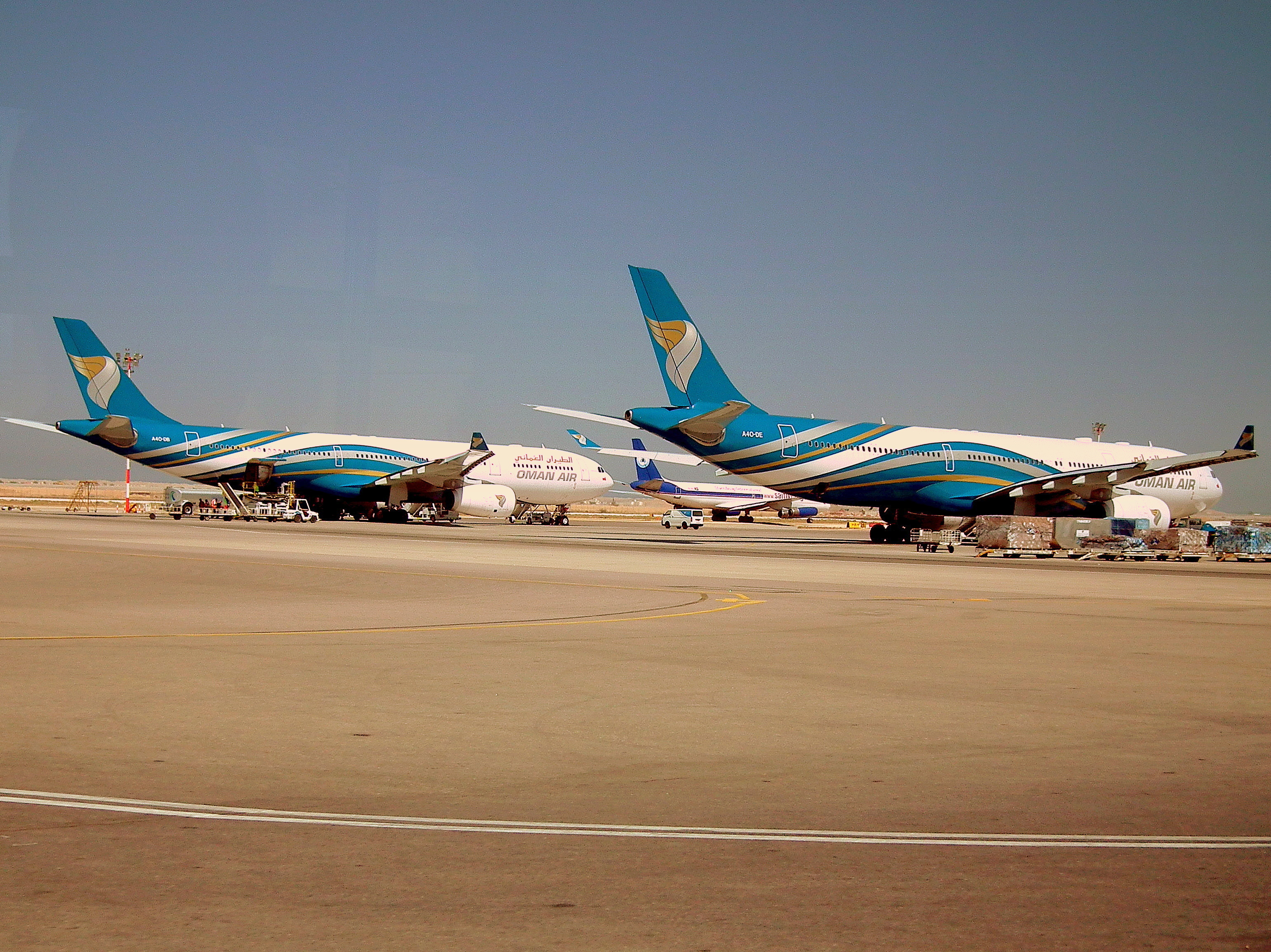
Airbus A330-300 d'Oman Air en stationnement.

| Compagnies                      | Destinations |
| ------------------------------- | --- |
| Air Arabia                      | Charjah, Le Caire |
| Airblue                         | Lahore-Allama Iqbal |
| Air India Express               | - Bombay-Chhatrapati-Shivaji, - Cannanore, - Cochin, - Kozhikode-Calicut, - Lucknow-Amausi, - Mangalore, - Trichy-Tiruchirapally, - Trivandrum |
| Badr Airlines                   | Port-Soudan |
| Biman Bangladesh Airlines       | Chittagong, Dacca-Shah Jalal, Osmani |
| Edelweiss Air                   | Zurich |
| Egyptair                        | Le Caire |
| Emirates                        | Dubaï |
| Ethiopian Airlines              | Addis-Abeba Bole |
| Etihad Airways                  | Abou Dabi |
| Fly Cham                        | Damas |
| flydubai                        | Dubaï |
| Fly Jinnah                      | Islamabad-Benazir Bhutto |
| Gulf Air                        | Manama-Bahreïn |
| IndiGo                          | Bombay-Chhatrapati-Shivaji, Cochin, Hyderabad-R. Gandhi |
| Jazeera Airways                 | Koweït |
| Karun Airlines                  | Bandar Abbas |
| Kish Air                        | Chiraz-Shahid Dastghaib |
| Kuwait Airways                  | En saison : Koweït |
| Oman Air                        | - Abou Dabi, - Amman-Reine-Alia, - Bangalore-Kempegowda, - Bangkok-Suvarnabhumi, - Borg El Arab, - Chiraz-Shahid Dastghaib, - Cochin, - Dacca-Shah Jalal, - Dammam-roi Fahd, - Dar es Salam-J. Nyerere, - Delhi-Indira Gandhi, - Djakarta-S.-Hatta, - Djeddah - Roi-Abdelaziz, - Doha-Hamad, - Dubaï, - Duqm, - Francfort, - Goa-Dabolim, - Hyderabad-R. Gandhi, - Istanbul, - Karachi-Jinnah, - Khasab, - Koweït, - Kozhikode-Calicut, - Kuala Lumpur, - Le Caire, - Londres-Heathrow, - Lucknow-Amausi, - Madras (Chennai), - Manama-Bahreïn, - Manille-N. Aquino, - Mechhed-Shahid H. Nejad, - Médine-Prince M. Bin Abdulaziz, - Milan-Malpensa, - Moscou Chérémétiévo, - Munich-F. J. Strauß, - Paris-Charles de Gaulle, - Phuket, - Riyad-roi Khaled, - Salalah, - Sialkot, - Téhéran-Imam-Khomeini, - Trabzon/Trébizonde, - Trivandrum, - Zanzibar En saison : Malé Velana, Zurich |
| Pakistan International Airlines | - Faisalabad, - Islamabad-Benazir Bhutto, - Karachi-Jinnah, - Lahore-Allama Iqbal, - Multan, - Peshawar, - Sialkot |
| Pars Air                        | Chiraz-Shahid Dastghaib, Ispahan-S. Beheshti |
| Pegasus Airlines                | Istanbul-S. Gökçen |
| Qatar Airways                   | Doha-Hamad |
| Qeshm Air                       | Chiraz-Shahid Dastghaib, Mechhed-Shahid H. Nejad, Qechm, Téhéran-Imam-Khomeini |
| SalamAir                        | - Abou Dabi, - Bagdad, - Bangalore-Kempegowda, - Bangkok-Suvarnabhumi, - Bichkek Manas, - Bombay-Chhatrapati-Shivaji, - Borg El Arab, - Chiraz-Shahid Dastghaib, - Chittagong, - Colombo-Bandaranaike, - Dacca-Shah Jalal, - Dammam-roi Fahd, - Delhi-Indira Gandhi, - Djeddah - Roi-Abdelaziz, - Doha-Hamad, - Dubaï, - Duqm, - Faisalabad, - Fujairah, - Gizeh, - Hyderabad-R. Gandhi, - Islamabad-Benazir Bhutto, - Istanbul, - Istanbul-S. Gökçen, - Jaipur, - Karachi-Jinnah, - Katmandou-Tribhuvan, - Khartoum, - Kozhikode-Calicut, - Koweït, - Lahore-Allama Iqbal, - Lucknow-Amausi, - Madras (Chennai), - Masirah, - Médine-Prince M. Bin Abdulaziz, - Mechhed-Shahid H. Nejad, - Multan, - Munich-F. J. Strauß, - Och, - Peshawar, - Phuket, - Quetta, - Riyad-roi Khaled, - Salalah, - Sialkot, - Téhéran-Imam-Khomeini, - Trivandrum En saison : - Almaty, - Bakou-H. Aliyev, - Beyrouth-Rafic Hariri, - Yenişehir, - Kuala Lumpur, - Prague-Václav-Havel, - Rize-Artvin, - Sarajevo-Butmir, - Taëf, - Tbilissi-C. Roustavéli, - Tirana-Mère-Teresa, - Trabzon/Trébizonde Charter : Mukhaizna |
| Saudia                          | Djeddah - Roi-Abdelaziz |
| Sepehran Airlines               | Mechhed-Shahid H. Nejad, Téhéran-Imam-Khomeini |
| SunExpress                      | Trabzon/Trébizonde |
| Taban Air                       | Chiraz-Shahid Dastghaib, Mechhed-Shahid H. Nejad, Téhéran-Imam-Khomeini |
| Turkish Airlines                | Istanbul |
| US-Bangla Airlines              | Chittagong, Dacca-Shah Jalal, Osmani |
| Varesh Airlines                 | Ispahan-S. Beheshti, Téhéran-Imam-Khomeini |
| Wizz Air                        | Abou Dabi |

Édité le 04/03/2018  Actualisé le 23/09/2024

## Terminaux

### Terminal 1 (nouveau)
Le Terminal 1 a été inauguré le 20 mars 2018,,.

### Terminal 2 (ancien)
Le Terminal 2 a été inauguré dans les années 1970. Le 20 mars 2018, jour de l'inauguration du nouveau Terminal, le dernier vol international opéré par Oman Air a décollé pour Zurich.